# L'inspecteur mène l'enquête

L'inspecteur mène l'enquête est une émission de jeu policier conçue et produite par Luc Godevais et Marc Pavaux, diffusée sur TF1, encore chaîne du service public, de 1975 à 1981
Le principe de l'émission était une enquête policière menée par un candidat, jouant le rôle de l'inspecteur, en plateau et en direct. L'émission était animée par  Bernard Golay. Le but pour le candidat était de résoudre une énigme et trouver le coupable grâce à des indices distillés au cours de l'émission. Le candidat pouvait être aidé par des téléspectateurs au téléphone, qui appelaient un standard SVP animé par Louis Bozon.
L'enquête suivait des séquences préenregistrées jouées par des acteurs (les rôles des policiers étaient tenus par Michel Bedetti et Rémy Darcy) ainsi que des parties en plateau jouées par les mêmes acteurs, qui interagissaient avec le candidat, d'où un élément d'improvisation.

## Épisodes et réalisateurs
1975
- L'alibi ne fait pas le moine (Luc Godevais et Jean-Paul Roux)

1976
- Le Mort du bois de Boulogne (Marc Pavaux et Armand Ridel)
- Le Tableau volé (Luc Godevais et Jean-Paul Roux)
- L'Anniversaire de Céline (Jean-Pierre Barizien et Marc Pavaux)
- Cent ans moins trois jours (Jean-Paul Roux)
- Les 'Dévariés'
- Cadavres et Skis
- Le Bief rouge
- Une délivrance pour tout le monde
- La Main qui frappe

1977
- Les Adorateurs du cosmos
- Restez calme et tout ira bien
- Le Sadique de l'autoroute
- Les Paysans de la mer
- Les Plumes noires

1978
- La Mort dans le cœur
- L'Usine de la peur
- La Chasse aux tuileries
- Un rôle ambiguë
- Les Grandes Filles modèles
- Rien ne va plus
- De main de maître

1979
- Derrière le mur
- Le Dernier Éditorial
- Le Prédateur
- On en connaît tous comme ça
- La Nuit de Saint-Brice

1980
- Dossier à charge
- Effet 17
- La Cible
- L'Escarboucle de Salammbô (Eddy Naka)
- L'Épave (Karel Prokop)

1981
- Marché de dupes (Guy Saguez)
- Sans issue (Luc Godevais et Jean-Paul Roux)
- Guitare brisée (Pierre Cavassilas et Marc Pavaux)
- Trois de Chute (Marc Pavaux et Guy Saguez)
- Imbroglio furioso (Luc Godevais)